# Cossuzia
Cossuzia (in latino Cossutia; I secolo a.C.) fu una donna romana di famiglia molto ricca e appartenente all'ordine equestre.
Fu promessa di Gaio Giulio Cesare quando il futuro dittatore indossava ancora toga praetexta, ma il fidanzamento venne sciolto dallo stesso Cesare al momento della nomina a flamine diale, in quanto la carica prevedeva che sua moglie dovesse essere una patrizia.